# Mãos Sangrentas
 Mãos Sangrentas es una película en blanco y negro coproducción de Argentina y Brasil dirigida por Carlos Hugo Christensen sobre su propio guion escrito en colaboración con Pedro Juan Vignalle y Sadi Cabral (diálogos), basado en la novela de Mário Donato que se estrenó en Argentina con el título de Asesinos en 1962 y que tuvo como protagonistas a Arturo de Córdova, Tônia Carrero, Carlos Cotrim  y Sadi Cabral.

## Sinopsis
Unos presos que se fugan de la Penitenciaría de Isla Anchieta huyen por el país y van siendo muertos uno a uno. El jefe del motín comienza a sufrir alucinaciones en las cuales ve a su madre, encuentra a una prostituta y le cuenta su historia.

## Reparto
- Arturo de Córdova … Adriano / Rick Marson
- Tônia Carrero … Sangerin
- Carlos Cotrim …Tigre
- Sadi Cabral …Profesor
- Heloísa Helena
- Armando Louzada …Rat
- Jackson de Souza … Carioca
- Gilberto Martinho
- Agostinho Ferreira
- Antonia Marzulo
- Aurélio Teixeira
- Lisete Barros
- José Policena
- Manoel Pêra
- Oswaldo Louzada
- Lídia Mattos
- Alan Lima
- Costinha
- Alcebíades Ghiu
- Ramiro Magalhaes
- Sérgio Alvarez
- Lizette Barros
- Edson V. Boas
- Vicente Costa
- Cirillo Dacosta
- Maurício Dias
- Claudiano Filho
- Wilton Franco
- Al Ghiu
- Milton Leal
- Allan Lima
- Jurema Magalhães 	(voz)
- Milton Marcos
- Gilberto Martinho
- Antonia Marzullo
- Lídia Mattos
- Rodolfo Mayer 	(voz)
- Arnaldo Montel
- Paulo Montel
- Agostinho Martins Pereira
- José Policena
- Manuel Pêra
- Aureliano Santos
- Aurélio Teixeira
- João Zacarias
- Fernanda Montenegro
- Sangerin (voz)